# Яноцин
Яноцин (пол. Janocin, нім. Ginsterbusch) — село в Польщі, у гміні Крушвиця Іновроцлавського повіту Куявсько-Поморського воєводства.
Населення — 319 осіб (2011).
У 1975-1998 роках село належало до Бидгощського воєводства.

## Демографія
Демографічна структура станом на 31 березня 2011 року:
|          | Загалом | Допрацездатний вік | Працездатний вік | Постпрацездатний вік |
| -------- | ------- | ------------------ | ---------------- | -------------------- |
| Чоловіки | 178     | 42                 | 123              | 13                   |
| Жінки    | 141     | 20                 | 96               | 25                   |
| Разом    | 319     | 62                 | 219              | 38                   |